# Ruta de los Borja

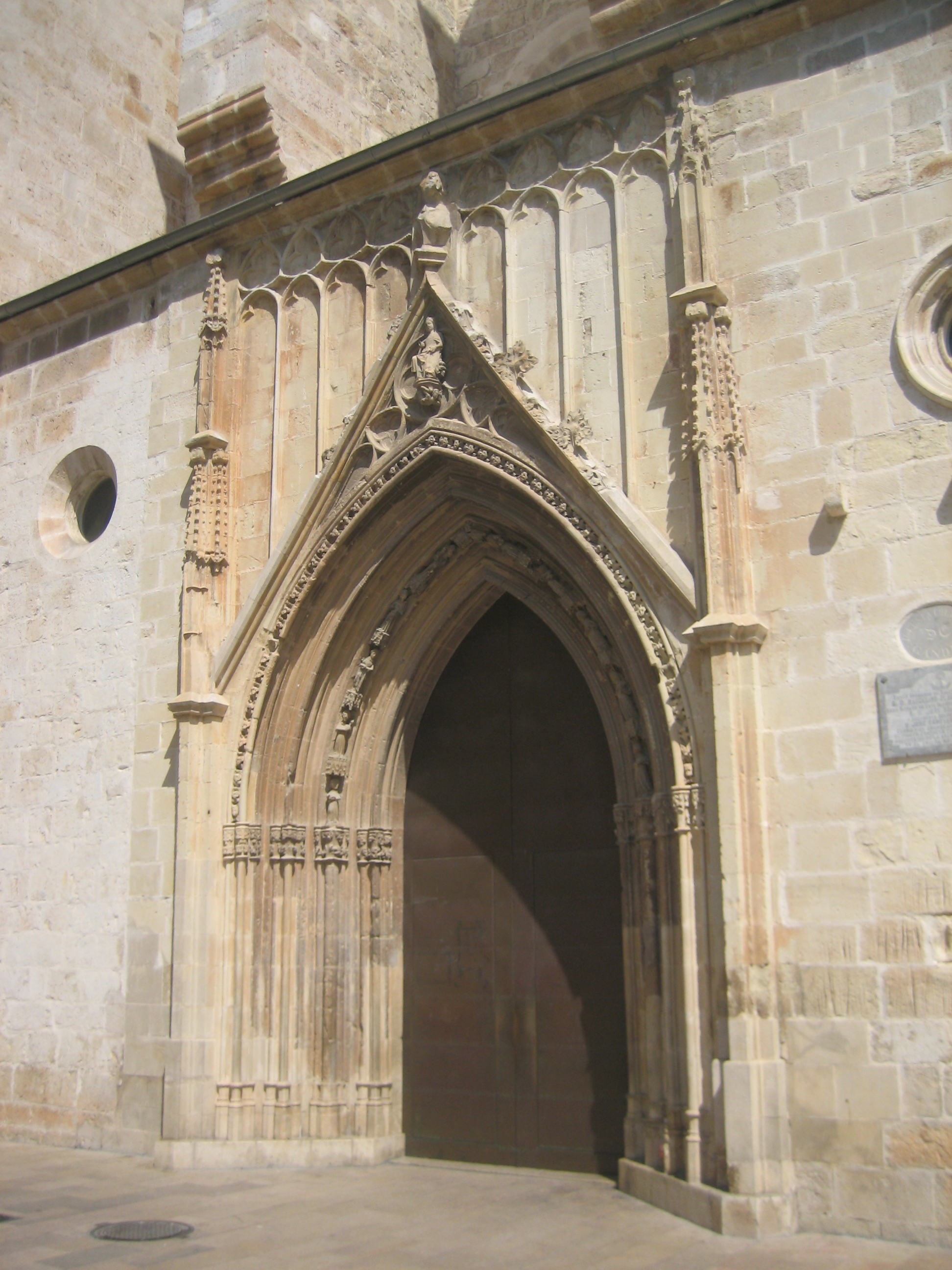
Puerta de Santa María de la Colegiata de Santa María de Gandía.

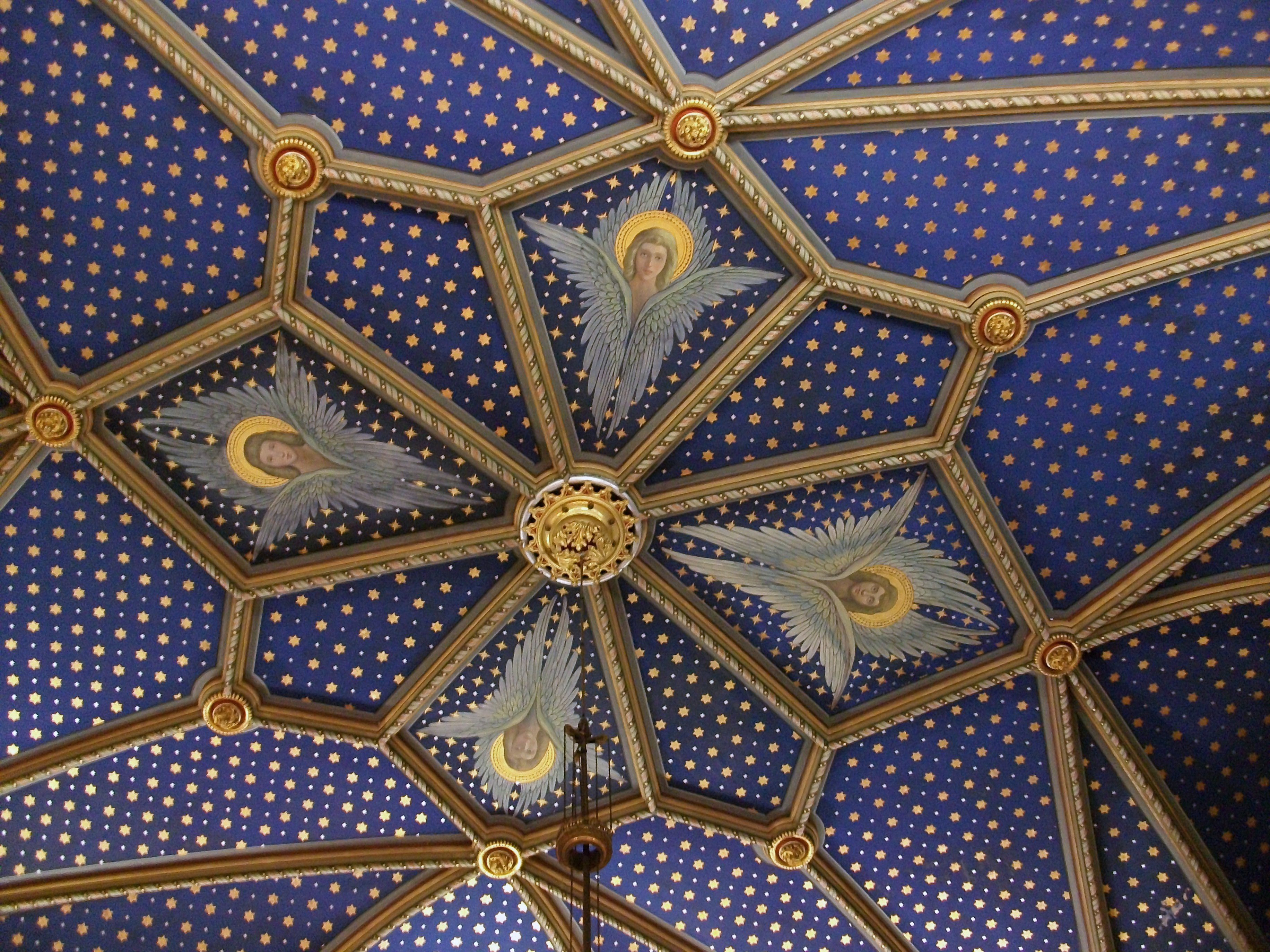
Estancia del duque en el Palacio Ducal de Gandía.

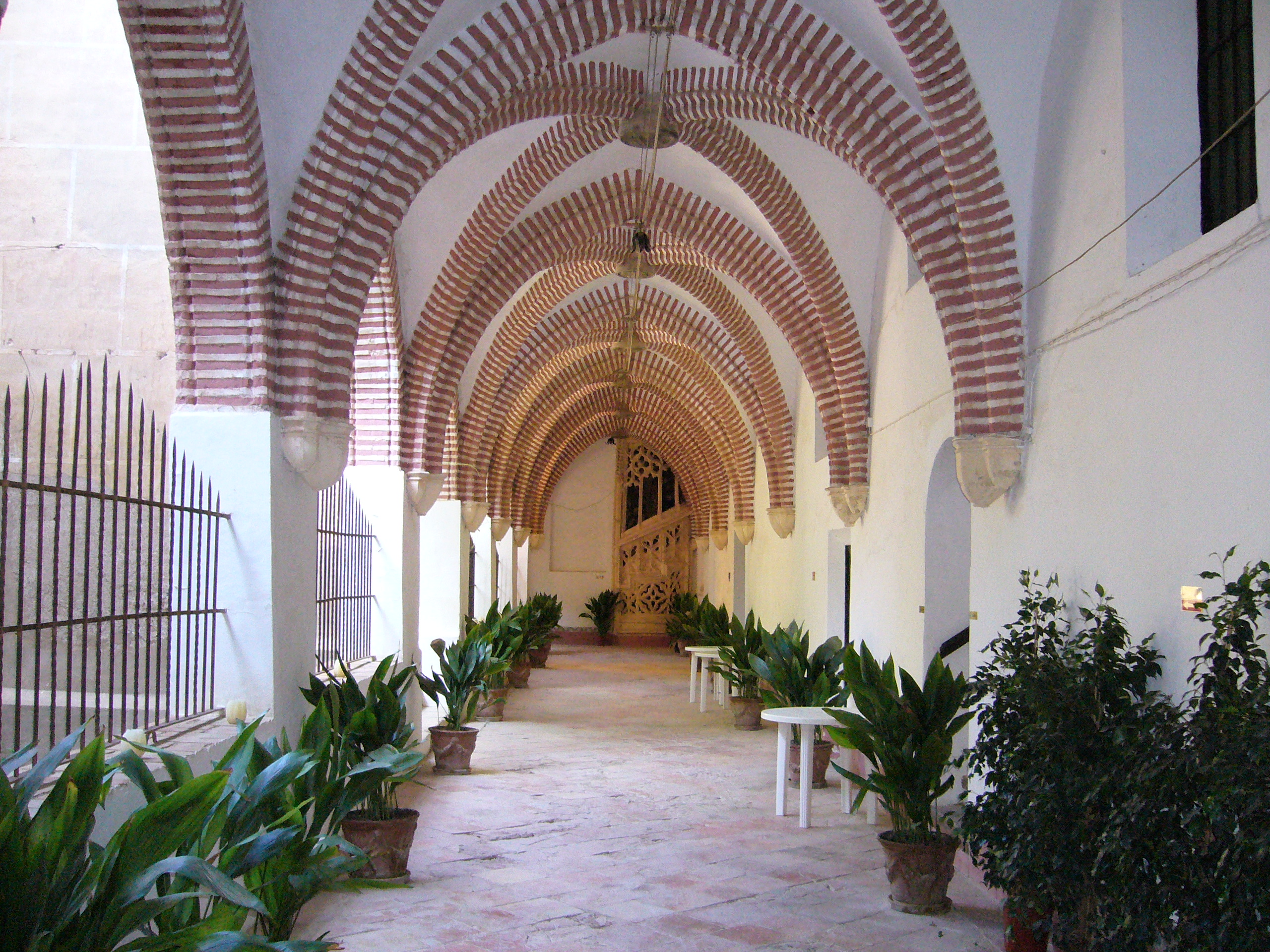
Claustro gótico-mudéjar del Monasterio de San Jerónimo de Cotalba,

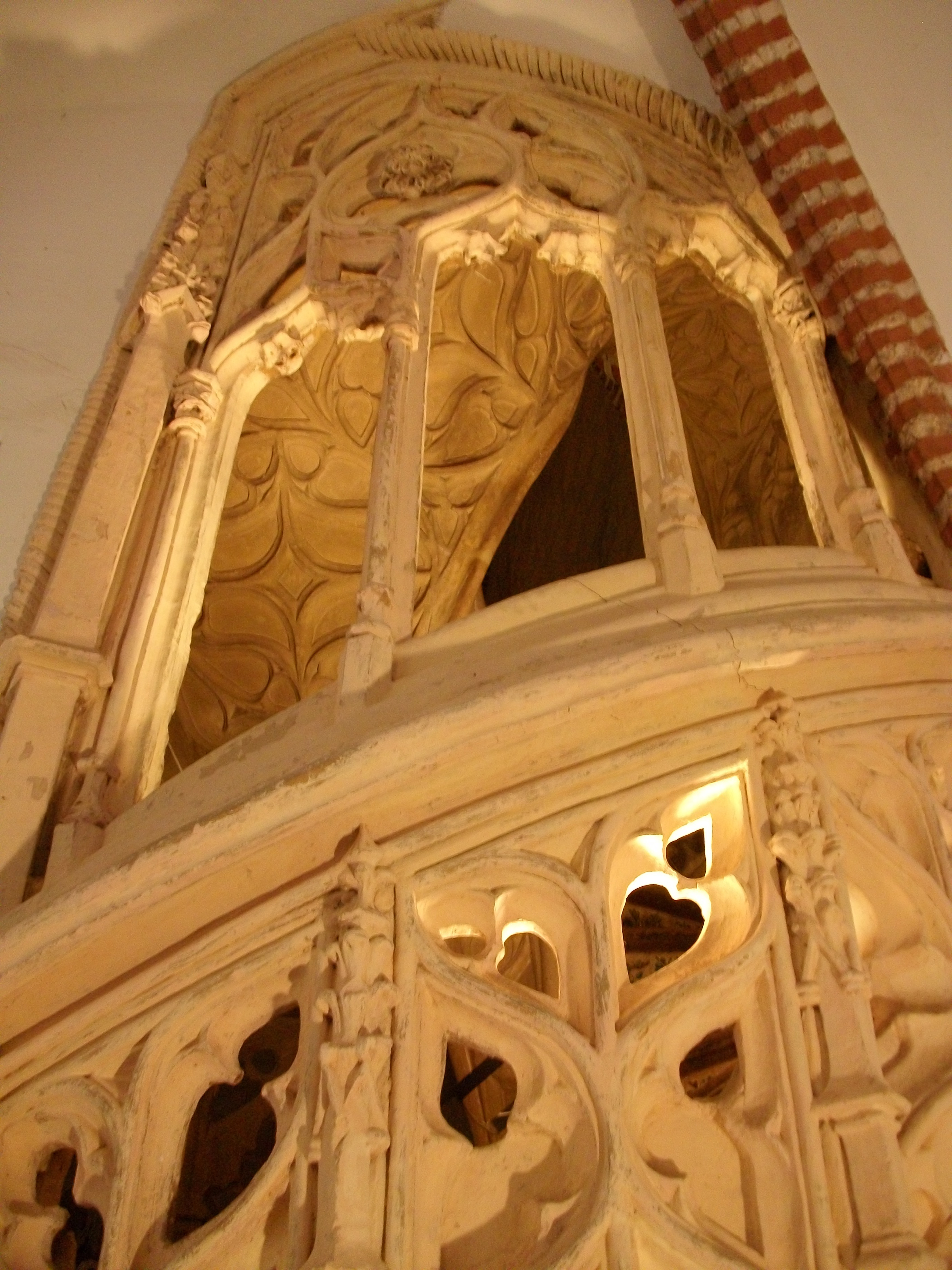
Escalera de estilo gótico valenciano en el Monasterio de San Jerónimo de Cotalba, obra de Pere Compte,

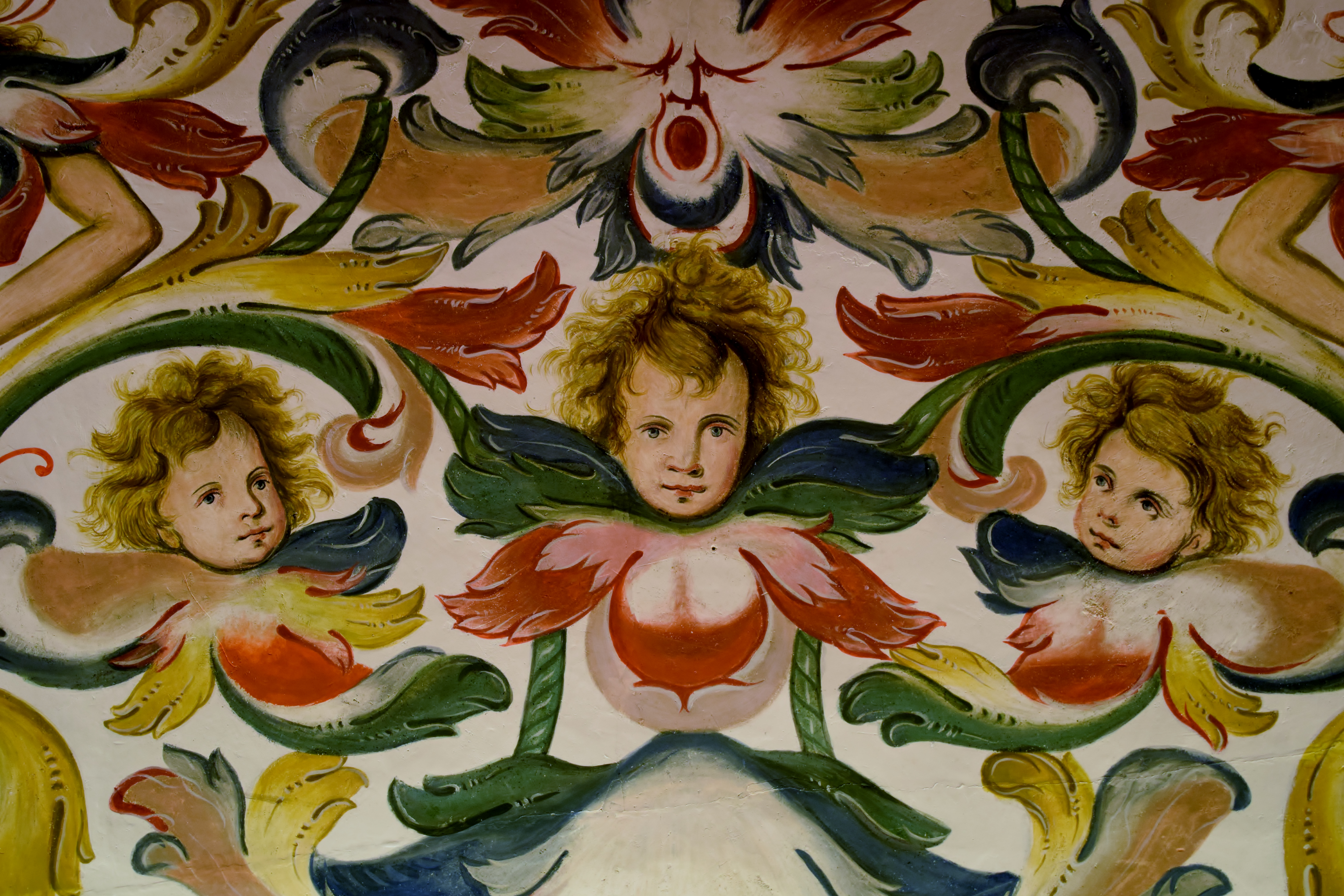
Detalle del techo del Castillo-Palacio de los Milán de Aragón, en Albaida

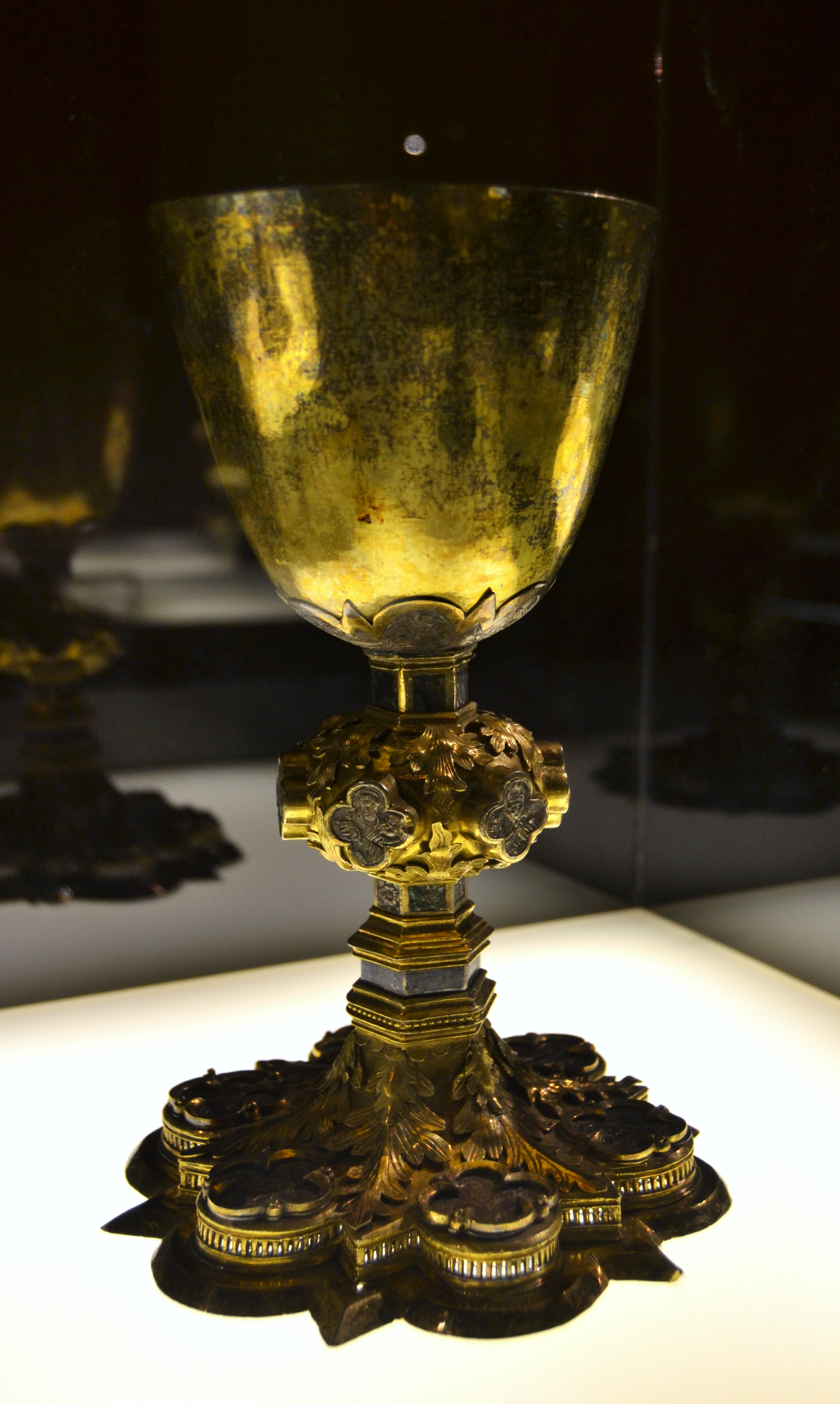
Cáliz del Papa Calixto III, en el museo de la Colegiata de Játiva.

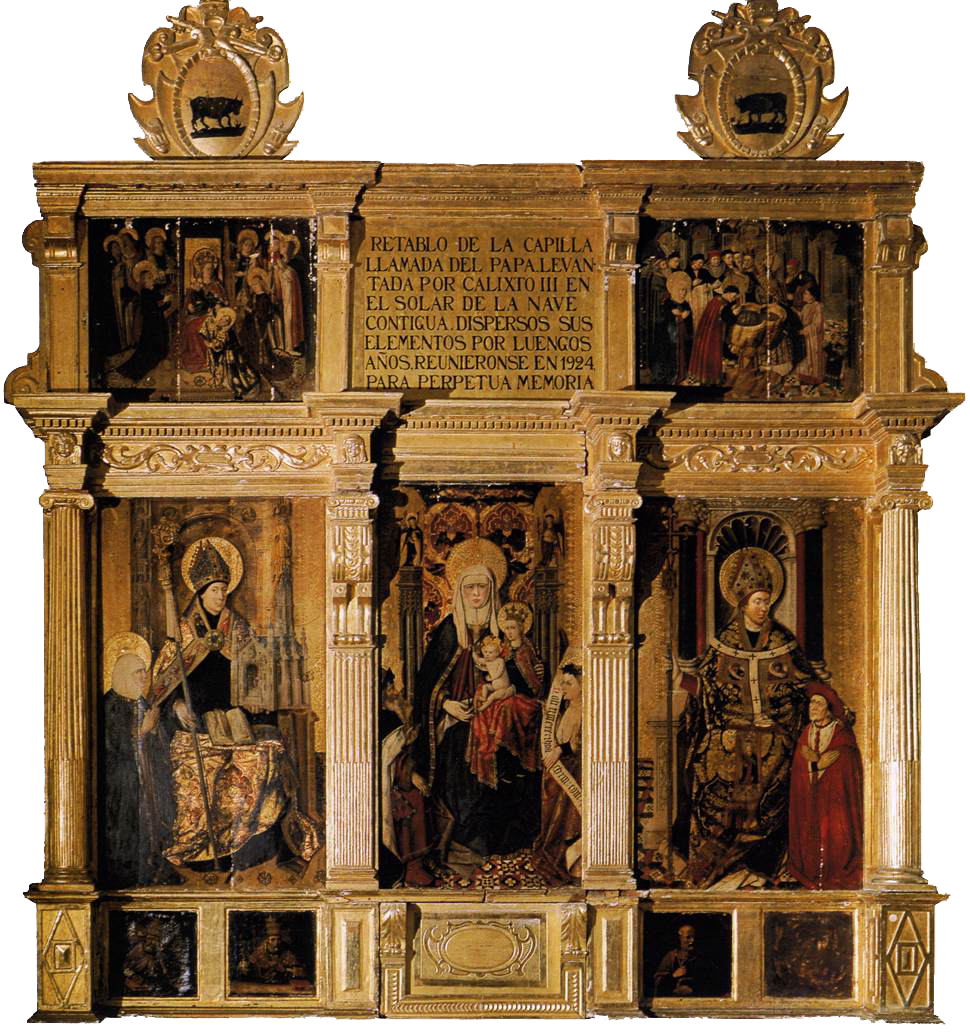
Tríptico de Jacomart para la familia Borja, en el museo de la Colegiata de Játiva.

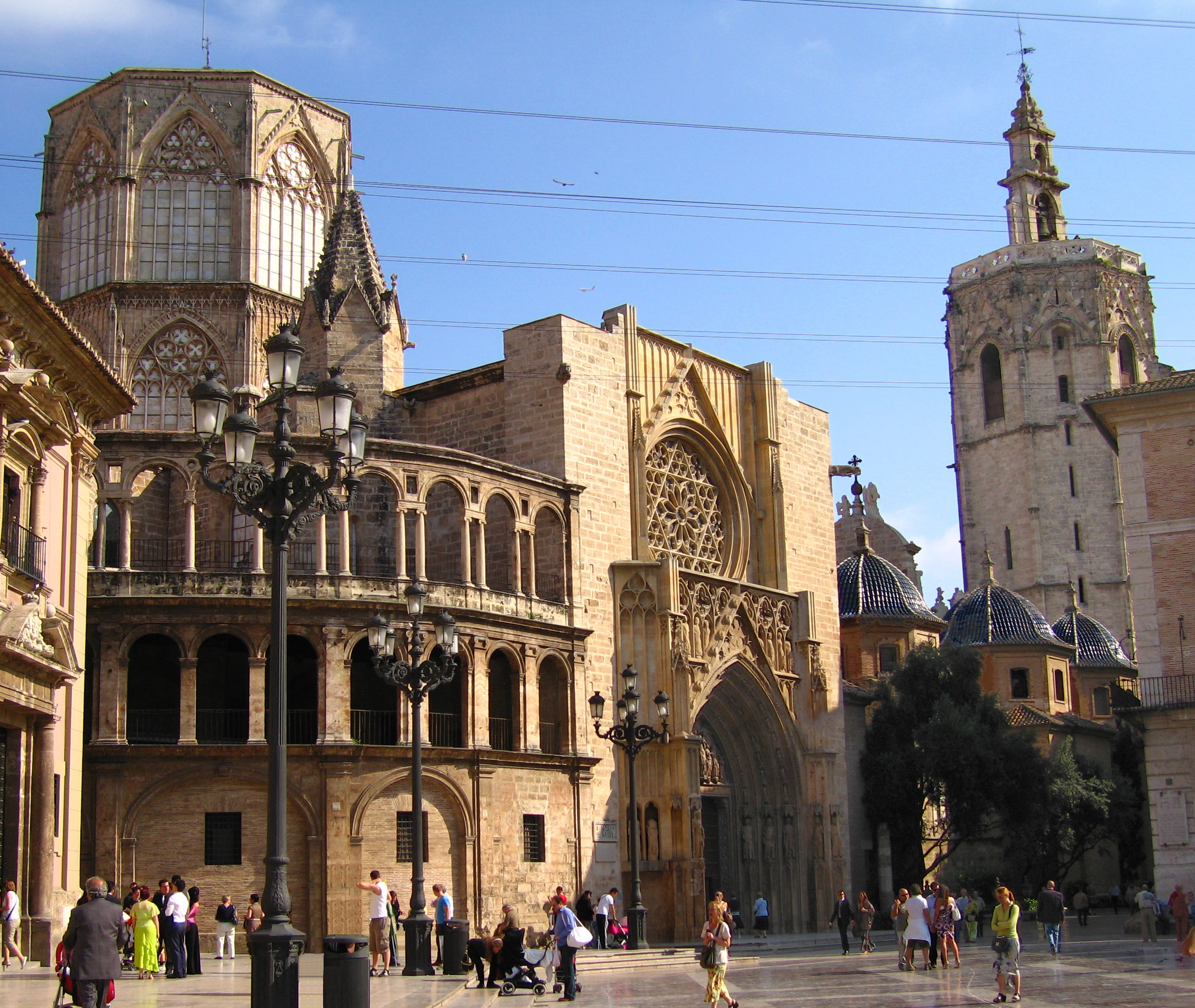
Detalle de la Catedral de Santa María de Valencia.

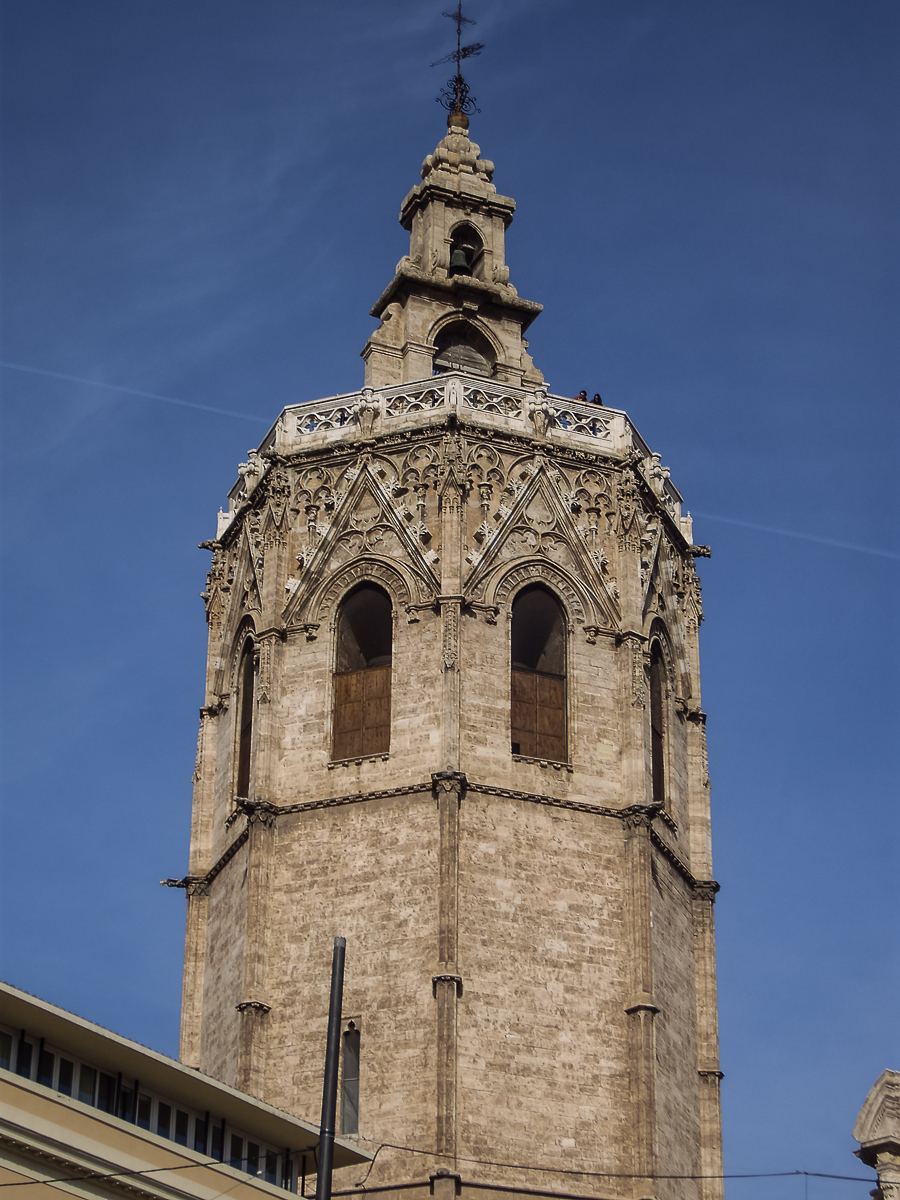
Torre de El Miguelete en la Catedral de Santa María de Valencia.

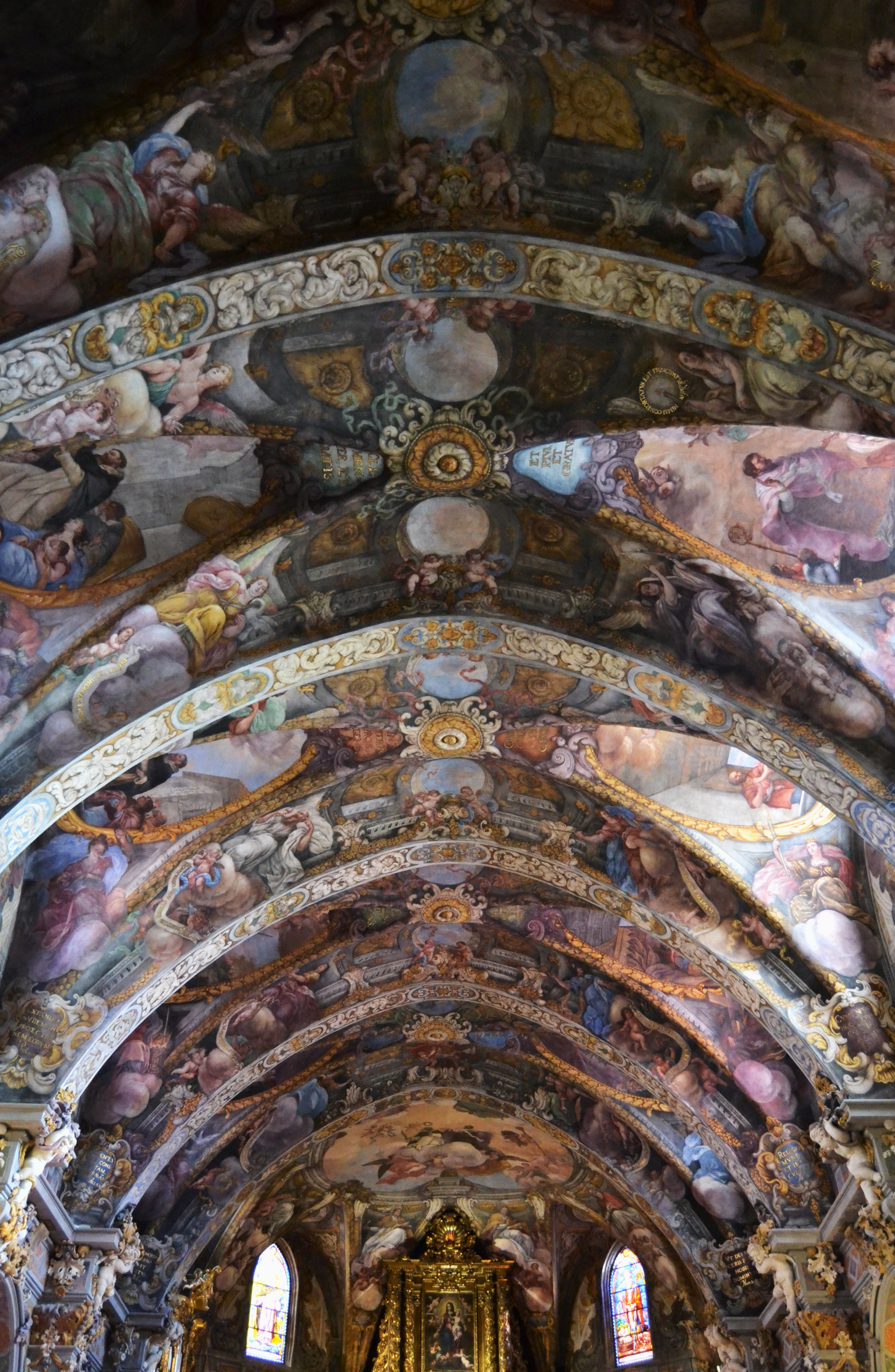
Frescos de la Iglesia de San Nicolás, en Valencia.

La Ruta de los Borja es una ruta cultural inaugurada en el año 2007 que recoge la huella y el esplendor de la familia valenciana más universal, los Borja o "Borgia" en la Comunidad Valenciana. 
La familia, de origen aragonés, se estableció en tierras valencianas tras la conquista de Valencia por parte del rey Jaime I de Aragón. Mundialmente, la familia es conocida como los Borgia, que fue la manera italiana de transcribir el apellido en su pronunciación en valenciano. 
Los papas Calixto III y Alejandro VI, César y Lucrecia Borgia y San Francisco de Borja son las figuras más conocidas de esta estirpe que desde Canals y Játiva, pasando por Valencia, llegaron a Roma, para luego regresar de nuevo a tierras valencianas para refundar el Ducado de Gandía.
La Ruta a través del legado de los Borja tiene su comienzo en la ciudad de Gandía y finaliza en Valencia, atravesando distintos conjuntos monumentales y poblaciones valencianas en donde los Borja dejaron su impronta.

## Itinerario
La ruta recorre los siguientes conjuntos monumentales y poblaciones: 
Gandía:
- Colegiata de Santa María de Gandía
- Palacio Ducal de Gandía
- Convento de Santa Clara
- Hospital de San Marcos

Alfahuir
- Monasterio de San Jerónimo de Cotalba

Simat de Valldigna
- Monasterio de Santa María de la Valldigna

Albaida
- Castillo-Palacio de los Milán de Aragón

Castellón de Rugat
- Restos del Palacio Ducal

Canals
- Oratorio de los Borja
- Torre y murallas de los Borja

Játiva
- Colegiata de Játiva
- Casa natal de Alejandro VI
- Ermita de Santa Ana

Llombay
- Iglesia de la Santa Cruz

Valencia
- Catedral de Santa María de Valencia
- Palacio de los Borja
- Universidad de Valencia (Estudio General)
- Iglesia de San Nicolás

Castellnovo (Castellón)
- Castillo de Castellnovo

## La Ruta paso a paso
Gandía: El vestigio de los Borja en Gandía es extenso. 
- La antigua Universidad fue fundada por el IV duque de Gandía, Francisco de Borja. Junto a esta construcción, cinco esculturas de bronce, obra de Manuel Boix, anuncian que esta es una ciudad borgiana. Las figuras representan a los papas Calixto III y Alejandro VI; a César y Lucrecia Borja y a San Francisco de Borja.
- La Colegiata de Santa María de Gandía fue ampliada por María Enríquez de Luna, viuda del duque Juan de Borja y Cattanei y nuera de Alejandro VI. Encargó al célebre escultor Damián Forment la Puerta de los Apóstoles y a Paolo de San Leocadio, pintor protegido de su suegro, el retablo mayor, desaparecido durante la Guerra Civil.
- El Palacio Ducal de Gandía se levantó en tiempos de los duques reales, siglo y medio antes. En él nacieron la mayoría de los duques Borja y todos sus descendientes. En el edificio se encuentra el Espacio de las Emociones, un centro de interpretación virtual que trasladará al visitante a la época de los Borja.
- El Hospital de San Marcos, cuyo patronato presidían los duques de Gandía, alberga hoy en día el Museo Arqueológico de Gandía.
- El Convento de Santa Clara, fundado en 1423, conserva una destacada colección artística legada por los Borja. A lo largo de su historia muchas mujeres de la familia Borja se retiraron entre sus muros.
- El torreón del pino, del siglo XVI, formaba parte de la ampliación de la muralla efectuada por Francisco de Borja. Su sucesor, Carlos de Borja, fundó el Convento de San Roque, actualmente utilizado como centro cultural. La Alquería del Duc fue adquirida en 1590 por el menor de los hijos de San Francisco de Borja.

Alfahuir: 
- El Monasterio de San Jerónimo de Cotalba fundado en 1388 y ubicado a escasos kilómetros de Gandía, contó con la protección de la familia Borja. La duquesa de Gandía, María Enríquez de Luna, viuda del duque Juan de Borja y Cattanei y nuera de Alejandro VI, realizó obras de ampliación en el monasterio, como el claustro superior de estilo gótico valenciano tardío o el aljibe medieval del patio de los Naranjos. Más tarde, también San Francisco de Borja frecuentó el monasterio y su esposa, Leonor de Castro, dama y amiga íntima de la emperatriz Isabel de Portugal, pasó sus últimos días en él recuperándose de sus dolencias.

Simat de Valldigna: 
- En el Monasterio de Santa María de la Valldigna fueron Rodrigo de Borja y su hijo César, abades de este edificio conventual. En él destacan especialmente la puerta real, el cenobio, la sala capitular y el claustro y el palacio del abad.

Albaida:
- El Castillo-Palacio de los Milán de Aragón fue construido por el cardenal Luis de Milá y de Borja, sobrino del Papa Calixto III, que después de ser vicario papal en Roma, edificó este palacio-fortaleza en el centro del municipio.

Castellón de Rugat:
- Del Palacio Ducal se conservan algunos restos. En el año 1499 la baronia de Rugat fue adquirida por el Duque de Gandía que mantuvo en el pueblo un palacio que utilizó como residencia estival y de esparcimiento.

Canals: 
- En la Torre de Canals, según relata la tradición, nació Alfonso de Borja, futuro Papa Calixto III.
- El Oratorio de los Borja está situado enfrente de la Torre de los Borja y conserva una tabla medieval sobre el "Juicio Final". Es posible visitar ambos edificios.

Játiva: El legado de los Borja en Játiva es importante.
- En la Colegiata de Játiva serán sepultados varios miembros de la familia Borja. En el museo, se puede admirar el retablo del cardenal Alfonso de Borja, un cáliz de plata grabado con el nombre de Calixto III, además de otras obras de arte pertenecientes a los Borja.
- La Casa natal de Alejandro VI se conserva en la plaza que lleva su mismo nombre.
- En la Iglesia de San Pedro se bautizó Rodrigo de Borja, papa Alejandro VI, en el año 1431.
- La Ermita de Santa Ana es otro monumento del legado borgiano de Játiva. Santa Ana era la patrona de la familia Borja.

Llombay:
- La Iglesia de la Santa Cruz forma parte del antiguo convento de los dominicos. Este convento fue una donación de San Francisco de Borja, I marqués de Llombay, que creó el nuevo templo en memoria de su matrimonio con Leonor de Castro, dama portuguesa de la emperatriz Isabel de Portugal. En Llombay tiene lugar anualmente el Mercado de los Borja.

Valencia: El legado de la familia en la capital del Reino de Valencia fue numeroso. 
- En la catedral de Valencia, Alfonso de Borja ordenó construir la capilla de San Pedro. Rodrigo de Borja, antes de ser proclamado papa, encargó al pintor italiano Paolo de San Leocadio los frescos para la cúpula del ábside. Estos frescos son considerados como la introducción de la pintura renacentista italiana en España. En la capilla dedicada a San Francisco de Borja hay dos lienzos de Goya dedicados al IV duque de Gandía.
- El palacio de los Borja, ubicado a escasos metros de la catedral, fue erigido por el primer duque de Gandía e hijo de Alejandro VI, Pedro Luis de Borja. El edificio fue  restaurado en diversas ocasiones y, actualmente, es la sede de las Cortes Valencianas.
- La Universidad de Valencia-Estudio General se fundó en 1500 gracias a la bula del papa Alejandro VI. En el Estudio General de la Universidad, ubicado en la calle de la Nave, destaca su imponente claustro renacentista.
- En la Iglesia de San Nicolás, de la cual Calixto III fue rector antes de ser papa, en la portada que da a la plaza del mismo nombre, se recuerda con azulejos la predicción de San Vicente Ferrer según la cual Alfonso de Borja llegaría a ser papa y luego le canonizaría.

Castellnovo (Castellón):
- El Castillo de Castellnovo perteneció a Beatriz de Borja, que en el siglo XV le otorgó una bella impronta renacentista por sus bóvedas y arcos apuntados, así como por sus elaboradas defensas del recinto exterior.